# 2S23 Nona-SVK
 (mai 2024).
Si vous disposez d'ouvrages ou d'articles de référence ou si vous connaissez des sites web de qualité traitant du thème abordé ici, merci de compléter l'article en donnant les références utiles à sa vérifiabilité et en les liant à la section « Notes et références ».
Le 2S23 Nona-SVK est un canon/mortier automoteur tirant des obus de 120 mm d'origine soviétique. Développé dans le bureau d'études de l'usine de construction de machines Perm Lénine sous la supervision scientifique de l'Institut central de recherche en ingénierie de précision de Klimov et de Institut central de recherche scientifique Bourevestnik (en) sur la base du châssis véhicule blindé de transport de troupes à roues BTR-80. Le 2S23 Nona-SVK est conçu pour cibler les personnels, les batteries d'artillerie et de mortier, les lanceurs de missiles, les cibles blindées et les postes de commandement. Il est capable de mener des tirs ciblés sans préparation préalable depuis des positions fermées et des tirs directs. Il est possible de tirer tous les types de munitions d’artillerie de 120 mm de production russe ou étrangère.

## Développement
Dans les années 1970, de nouvelles unités d'artillerie automotrices entrent en service en URSS, grâce auxquelles l'écart entre l'artillerie soviétique et l'artillerie des pays de l'OTAN est comblé. Dans le même temps, les recherches montrent la nécessité d'une modernisation radicale du système d'armes de missiles et d'artillerie soviétiques et, au début des années 1980, les travaux commencent pour la création d'unités d'artillerie automotrices de la prochaine génération : 2S17 - pour le niveau bataillon, 2S18 - pour le niveau régimentaire, 2S19 pour le niveau division. Tous les canons automoteurs sont traditionnellement basés sur des châssis à chenilles de différentes catégories de poids, mais en même temps, l'attention du ministère de la Défense de l'URSS est attirée sur les canons automoteurs à roues. L'utilisation de telles unités d'artillerie automotrices dans une zone dotée d'un réseau routier bien développé offre des avantages tactiques significatifs par rapport aux canons automoteurs à chenilles. La vitesse de déplacement augmente la possibilité d'éviter rapidement les tirs de contrebatterie ennemi.
Entre 1983 et 1984, sous la direction de l'Institut central de recherche scientifique Bourevestnik (en) (qui a déjà acquis de l'expérience dans la création de canons automoteurs à roues dans le cadre des travaux sur le véhicule antichars à roues 2S14 Jalo-S), un certain nombre de projets de recherche sont menés sur la base de ces résultats. En 1985, la conception des obusiers automoteurs 2S21 Msta-K (ru) pour le niveau division et le 2S26 Pat-K pour le niveau régiment commence. Pour évaluer la possibilité de créer un canon d'artillerie automoteur pour le niveau bataillon en 1981, l'Institut central de recherche Bourevestnik commence à travailler sur un prototype du 2S23, l'Otsek (ru), qui reçoit la désignation interne NV1-104-81. Les recherches sont réalisées dans le département n°2 sous la direction de L.P. Duka. En 1983, un support d'artillerie automoteur expérimental est fabriqué et testé sur la base du transport de troupes blindé BTR-70. Le canon automoteur est basé sur un châssis d'un BTR-70 sur lequel a été installé une tourelle avec des armes, empruntées au canon d'artillerie automoteur 2S9 Nona-S. Les résultats des tests montrent la possibilité fondamentale de créer un canon d'artillerie automoteur à roues de 120 mm pour l'artillerie de bataillon. Les études qui en résultent constituent la base sous le nom « Nona-SVK » (indice GRAU - 2S23).
L'usine de construction de machines de Perm est désignée développeur principal du 2S23. Le châssis est développé au bureau d'études de l'usine GAZ de Gorki. Par décision de la commission militaro-industrielle du 1er septembre 1984, les travaux sur le 2S23 sont officiellement lancés. La même année, le premier prototype est fabriqué, qui est envoyé d'abord à l'usine puis aux tests sur le terrain. Le 26 avril 1991, par décret du Conseil des ministres de l'URSS, le canon d'artillerie automoteur 2S23 Nona-SVK est adopté par l'armée soviétique.

## Production
La production en série des canons automoteurs 2S23 commence en 1990, avant leur adoption officielle, dans les usines de Motovilikha et se poursuit encore aujourd'hui. Au cours de la première année de production en série, 30 unités de 2S23 sont fabriquées. En 2012, le coût du système d'artillerie automoteur Nona-SVK pour le ministère de la Défense de la fédération de Russie s'élève à 17 millions de roubles (environ 570 000 dollars américains au taux de change de l'époque). Le 2S23 est également proposé à l'exportation. Au début des années 2000, le coût d'un canon automoteur 2S23 pour un client étranger est d'environ 810 000 dollars.

## Description

### Coque et tourelle blindées

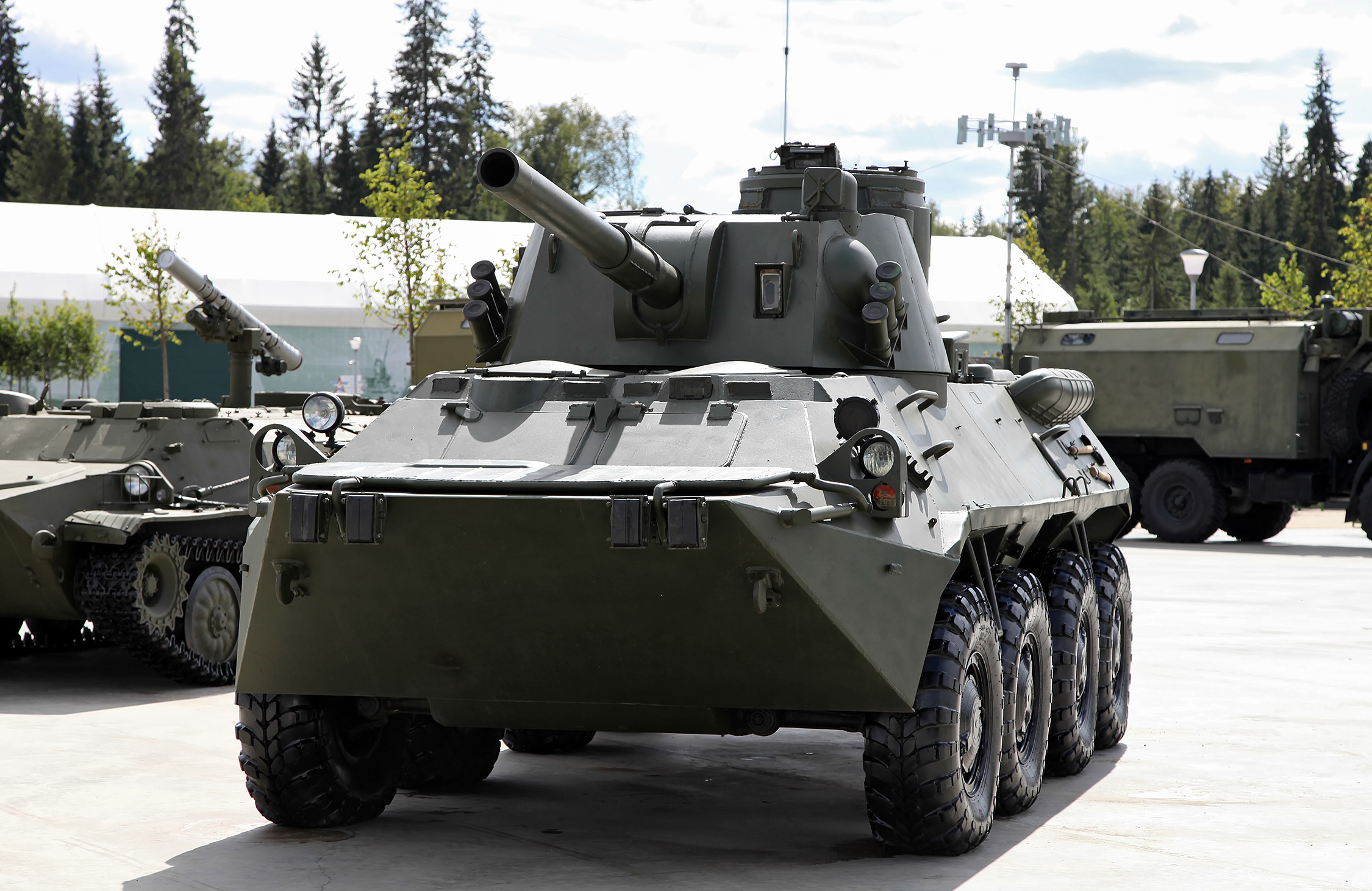
2S23 au Patriot Park à Moscou.

Le châssis du 2S23 a conservé les solutions de géométrie et d'agencement du transport de troupes blindé BTR-80. Le corps est constitué de tôles d'acier blindées soudées et offre une protection contre les munitions de 7,62 mm et les fragments de munitions d'artillerie. La plaque frontale de blindage peut résister aux munitions de 12,7 mm. Dans la partie avant du blindage se trouve le poste de conduite, à droite du chauffeur se trouve la place du commandant. Le compartiment de combat est situé dans la partie médiane du véhicule ; une bandoulière rotative avec une tourelle rotative est installée sur le toit. Le compartiment de combat contient des conteneurs de rangement contenant les obus. À l'arrière de la carrosserie se trouve un compartiment moteur-transmission avec une centrale électrique. La tourelle 2S23 est soudée ; un poste de tireur avec dispositifs de visée est installé à gauche du canon. Derrière le tireur se trouve un poste de travail pour le commandant du canon automoteur avec une tourelle rotative. À droite du canon se trouve la station de chargement du canon automoteur.

### Armement
L'armement principal du 2S23 est un obusier/mortier rayé de 120 mm, le canon 2A60, qui est une version modifiée du canon 2A51 installé dans l'obusier/mortier automoteur 2S9 Nona-S. Le canon 2A60 est constitué d'un tube et d'une culasse. Le canon dispose d'un calibre de 24.2 soit environ 2,9 m de longueur. Il y a 40 rainures de rayures d'inclinaison constante à l'intérieur du canon. Une fois le projectile lancé dans le canon, l'obturateur est verrouillé à l'aide d'un coin vertical installé dans la culasse du canon, empêchant ainsi la percée des gaz en poudre lors du tir dans le compartiment de combat du véhicule. Pour éliminer les gaz, empêcher la fumée de s'échapper du compartiment de combat et éliminer les résidus non brûlés de la charge, de l'air comprimé est fourni à l'alésage du canon. Les dispositifs de recul se composent d'un frein de recul hydraulique et d'une molette pneumatique.
De plus, le canon automoteur 2S23 est équipé d'un fusil mitrailleur PKT de 7,62 mm. La mitrailleuse est montée sur la tourelle rotative du commandant de canon automoteur. Pour les armes personnelles de l'équipage, il existe quatre emplacements pour fusils d'assaut AKS-74U, ainsi qu'un support pour pistolet de signalisation.

### Munitions utilisées
La charge de munitions du canon 2A60 est complètement unifiée avec les munitions du canon remorqué 2B16 Nona-K et du canon automoteur à chenilles 2S9 Nona-S. La charge principale de munitions comprend des obus à fragmentation hautement explosifs 3OF49. Les obus 3OF49 ont un corps en acier et sont remplis de 4,9 kg d'explosif de qualité A-IX-2 (en). Lors d'une explosion, le projectile 3OF49 forme environ 3 500 fragments mortels pesant de 0,5 à 15 g, avec une vitesse initiale d'environ 1 800 m/s. La pénétration du blindage en acier homogène laminé est de 12 mm à une distance d'impact de 7 à 10 m. Lorsque le fusible de contact est réglé sur une action hautement explosive, le projectile 3OF49 est capable de former des cratères jusqu'à 2 m de profondeur et jusqu'à 5 m de diamètre. Pour tirer à des distances allant jusqu'à 12,8 km, la charge de munitions du 2S23 comprend des projectiles assistés par fusée 3OF50. Pour la famille de canons Nona, des projectiles à guidage laser Kitolov-2M (en) ont été développés, capables de détruire des véhicules blindés, des structures défensives, des ponts et des passages à niveau avec une probabilité de 80 à 90 %. Pour combattre les véhicules blindés ennemis, le chargement de munitions comprend des projectiles cumulatifs non rotatifs 3BK19 qui pénètrent jusqu'à 600 mm blindage en acier homogène laminé. En plus des obus standards, le 2S23 peut utiliser tous les types de munitions pour mortiers lisses et rayés, y compris éclairantes, fumigènes et incendiaires. Lors de l'utilisation des projectiles assistés par fusée pour le mortier rayé français MO-120 RT, la portée de tir du 2S23 peut être augmentée à 17 km.
| Характеристики основных применяемых боеприпасов САО 2С23 |                  |                  |                         |                         |                             |                                        |                            |
| Modèle                                                   | Origine          | Masse de tir, kg | Quantité d'explosif, kg | Zone de destruction, m² | Pénétration du blindage, mm | La vitesse initiale du projectile, m/s | Portée de tir maximale, km |
| Charge creuse                                            |                  |                  |                         |                         |                             |                                        |                            |
| 3BK19                                                    | Union soviétique | 13,1             |                         | —                       | 600                         | 560                                    | 1,0                        |
| Fragmentation hautement explosive                        |                  |                  |                         |                         |                             |                                        |                            |
| Fileté                                                   |                  |                  |                         |                         |                             |                                        |                            |
| 3OF49                                                    | Union soviétique | 19,8             | 4,9                     | 2200                    | 12                          | 367                                    | 8,855                      |
| 3OF50 (actif-réactif)                                    | Union soviétique | 19,8             | 3,25                    | 1800                    |                             | 367                                    | 12,8                       |
| 3OF51                                                    | Union soviétique | 19,8             | 3,8                     |                         |                             | 367                                    | 8,855                      |
| PR-14                                                    | France           | 18,6             | более 4,0               | 1290                    |                             |                                        | 8,1                        |
| PRAB                                                     | France           | 18,6             |                         |                         | 8—15                        |                                        | 8,135                      |
| PRPA (Projectile Rayé à Propulsion Additionnelle)        | France           | 18,6             | 2,7                     |                         |                             |                                        | 13,0                       |
| APCM (assisté par fusée)                                 | France           | 24,45            |                         |                         |                             |                                        | 17,0                       |
| MKE Mod 209                                              | Turquie          | 23,9             |                         |                         |                             | 365                                    | 8,18                       |
| Alésage lisse                                            |                  |                  |                         |                         |                             |                                        |                            |
| 53-OF-843B                                               | Union soviétique | 16               | 1,4                     | 1200                    |                             | 331                                    | 7,154                      |
| 3OF5                                                     | Union soviétique | 15,6             | 1,25                    |                         |                             |                                        |                            |
| 3OF34                                                    | Union soviétique | 16,1             | 3,43                    | 2250                    |                             |                                        | 7,247                      |
| 3OF36                                                    | Union soviétique | 16,1             | 3,16                    | 1700                    |                             | 333                                    | 7,0                        |
| PEPA                                                     | France           | 19,8             | 2,0                     |                         |                             | 240                                    | 6,55                       |
| PEPA-LP                                                  | France           | 13,42            |                         |                         |                             |                                        | 8,95                       |
| M44/66                                                   | France           | 13               |                         |                         |                             |                                        | 7,0                        |
| Guidée,                                                  |                  |                  |                         |                         |                             |                                        |                            |
| Rayé                                                     |                  |                  |                         |                         |                             |                                        |                            |
| Kitolov-2                                                | Russie           | 28               | 5,5                     |                         |                             |                                        | 12,0                       |
| Alésage lisse                                            |                  |                  |                         |                         |                             |                                        |                            |
| KM-8 Gran                                                | Russie           | 27               | 5,1                     |                         |                             |                                        | 9,0                        |
| Arme à sous munitions                                    |                  |                  |                         |                         |                             |                                        |                            |
| Rayé                                                     |                  |                  |                         |                         |                             |                                        |                            |
| 3VO32                                                    | Russie           | 23,3             |                         | 2800                    | 100                         |                                        | 8,0                        |
| ACED                                                     | France           | 15,8             |                         |                         |                             |                                        | 7,5                        |
| MKE Mod 258                                              | Turquie          | 23               | 16×0,044                |                         |                             | 365                                    | 8,18                       |
| Alésage lisse                                            |                  |                  |                         |                         |                             |                                        |                            |
| MAT-120 (en)                                             | Espagne          | 17,8             | 21×0,05                 | 2200                    | 150                         |                                        | 5,5                        |
| Thermobarique                                            |                  |                  |                         |                         |                             |                                        |                            |
| 3OF74                                                    | Russie           | 19,5             | 6,62                    |                         | —                           |                                        | 8,574                      |
| Incendiaire                                              |                  |                  |                         |                         |                             |                                        |                            |
| 3-z-2                                                    | Union soviétique | 16,3             | 1,94                    | 1700                    | —                           | 272                                    | 5,685                      |
| Éclairante                                               |                  |                  |                         |                         |                             |                                        |                            |
| Rayé                                                     |                  |                  |                         |                         |                             |                                        |                            |
| PRECLAIR                                                 | France           | 18,4             |                         | —                       | —                           |                                        | 8,15                       |
| MKE Mod 236                                              | Turquie          | 16               |                         | —                       | —                           | 365                                    | 8,132                      |
| Alésage lisse                                            |                  |                  |                         |                         |                             |                                        |                            |
| 53-S-843                                                 | Union soviétique | 16,28            | 0,875                   | —                       | —                           | 273                                    | 5,3                        |
| 3S9                                                      | Union soviétique | 16,28            | 1,28                    | —                       | —                           | 273                                    | 5,304                      |
| Fumigène                                                 |                  |                  |                         |                         |                             |                                        |                            |
| Rayé                                                     |                  |                  |                         |                         |                             |                                        |                            |
| MKE Mod 226                                              | Turquie          | 18               |                         | —                       | —                           | 365                                    | 8,132                      |
| MKE Mod 250                                              | Turquie          | 18               |                         | —                       | —                           | 365                                    | 8,132                      |
| Alésage lisse                                            |                  |                  |                         |                         |                             |                                        |                            |
| 53-D-843A                                                | Union soviétique | 16,44            | 1,6                     | —                       | —                           |                                        | 5,7                        |
| 3D5                                                      | Union soviétique | 16,6             | 1,65                    | —                       | —                           | 270                                    | 5,759                      |
| 3D14                                                     | Russie           | 16,1             |                         | —                       | —                           |                                        | 6,8                        |

Obus pour canon automoteur 2S23 Nona-SVK
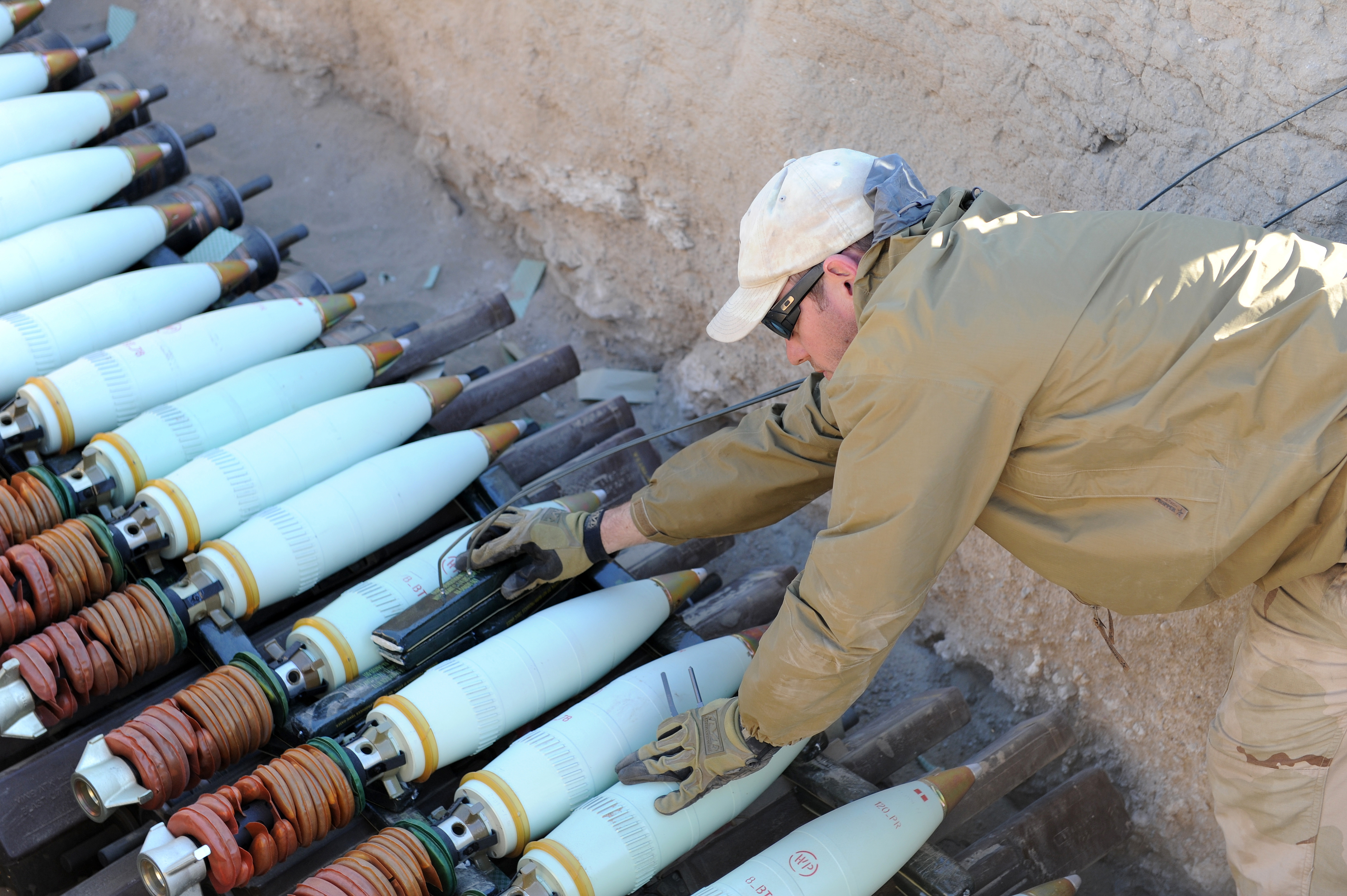
Munitions pour le mortier rayé français MO 120 RT
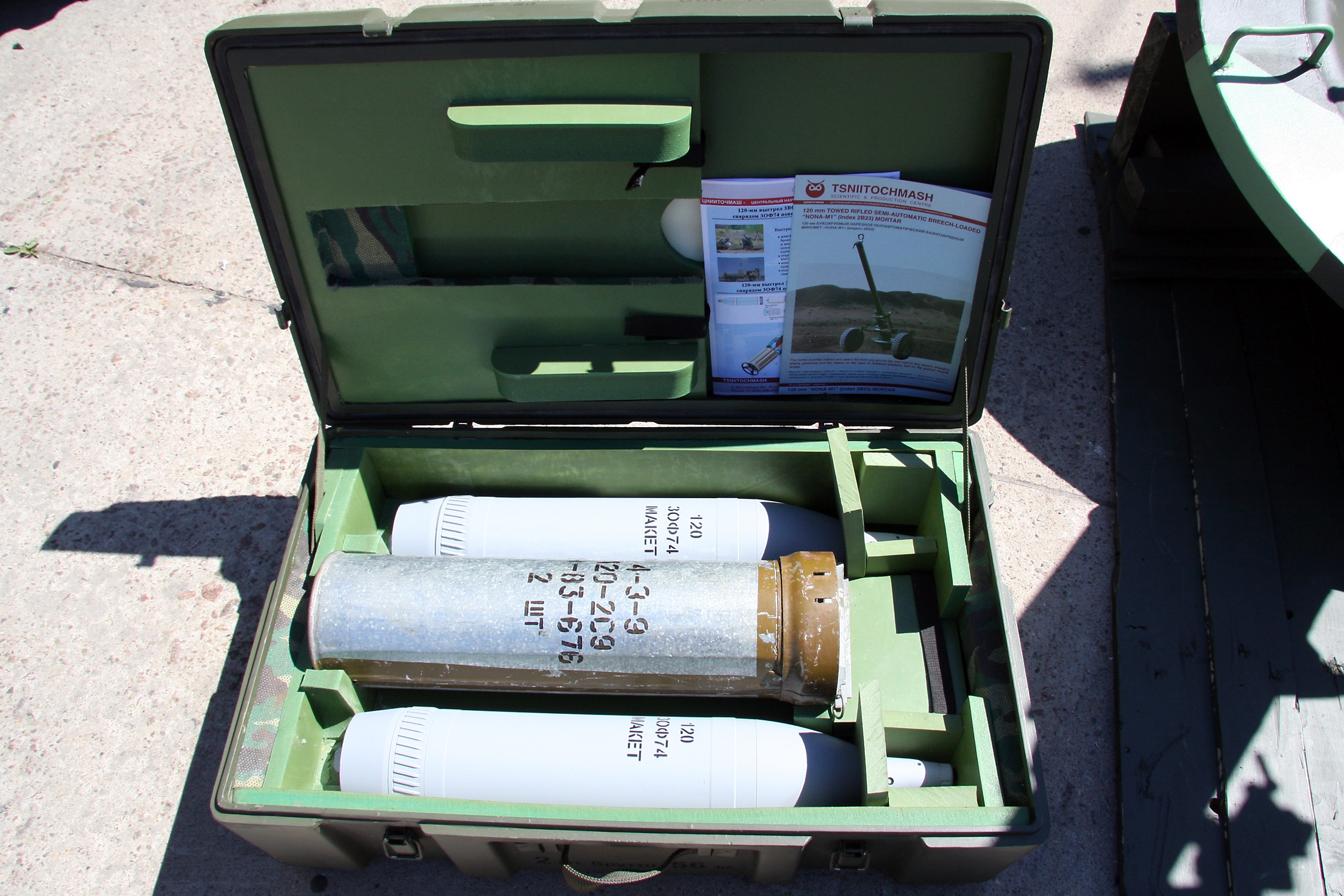
Deux obus thermobariques 3OF74 et un étui avec deux charges 4-z-9 dans une boîte.
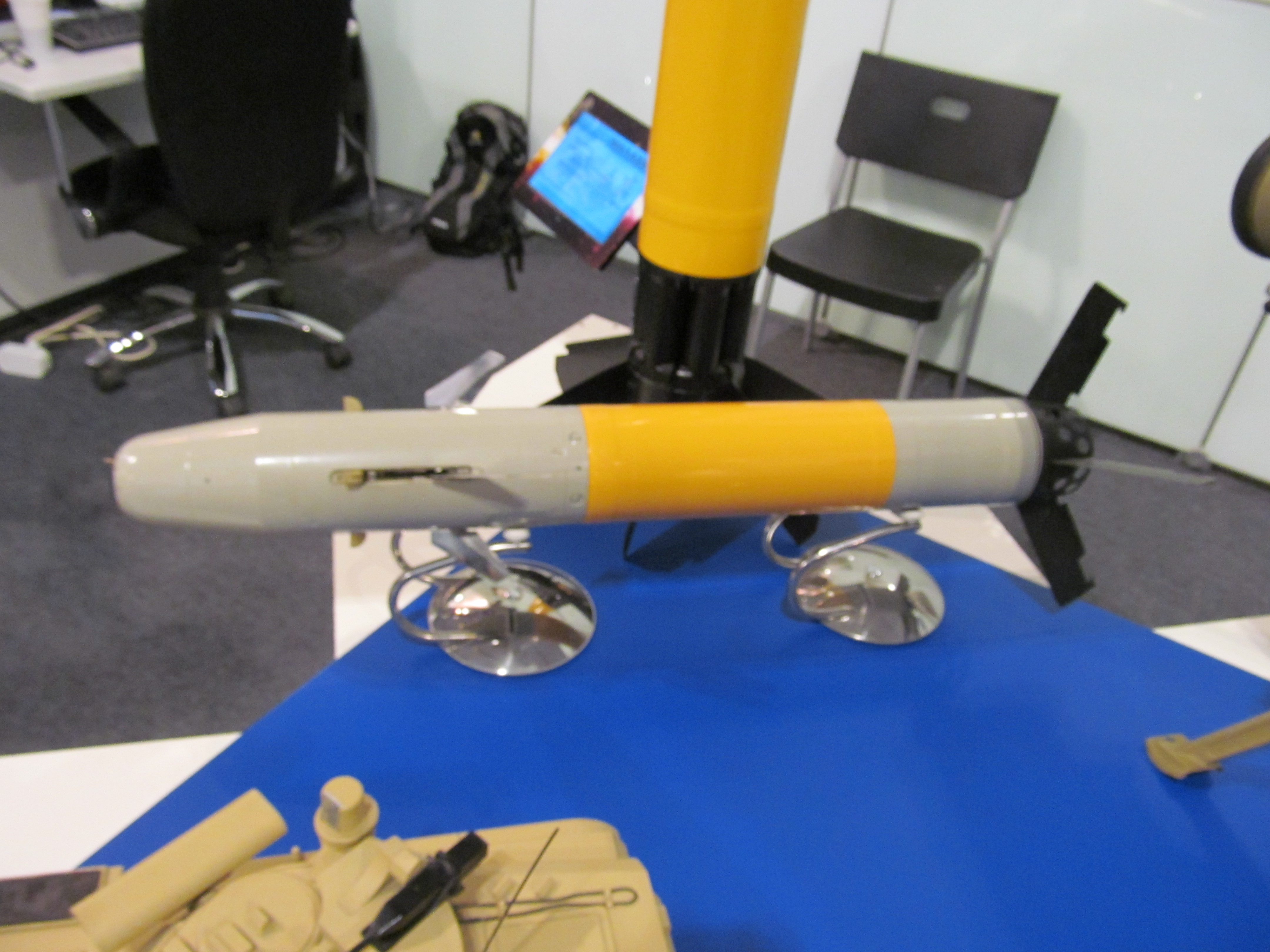
KM-8 Gran (en)
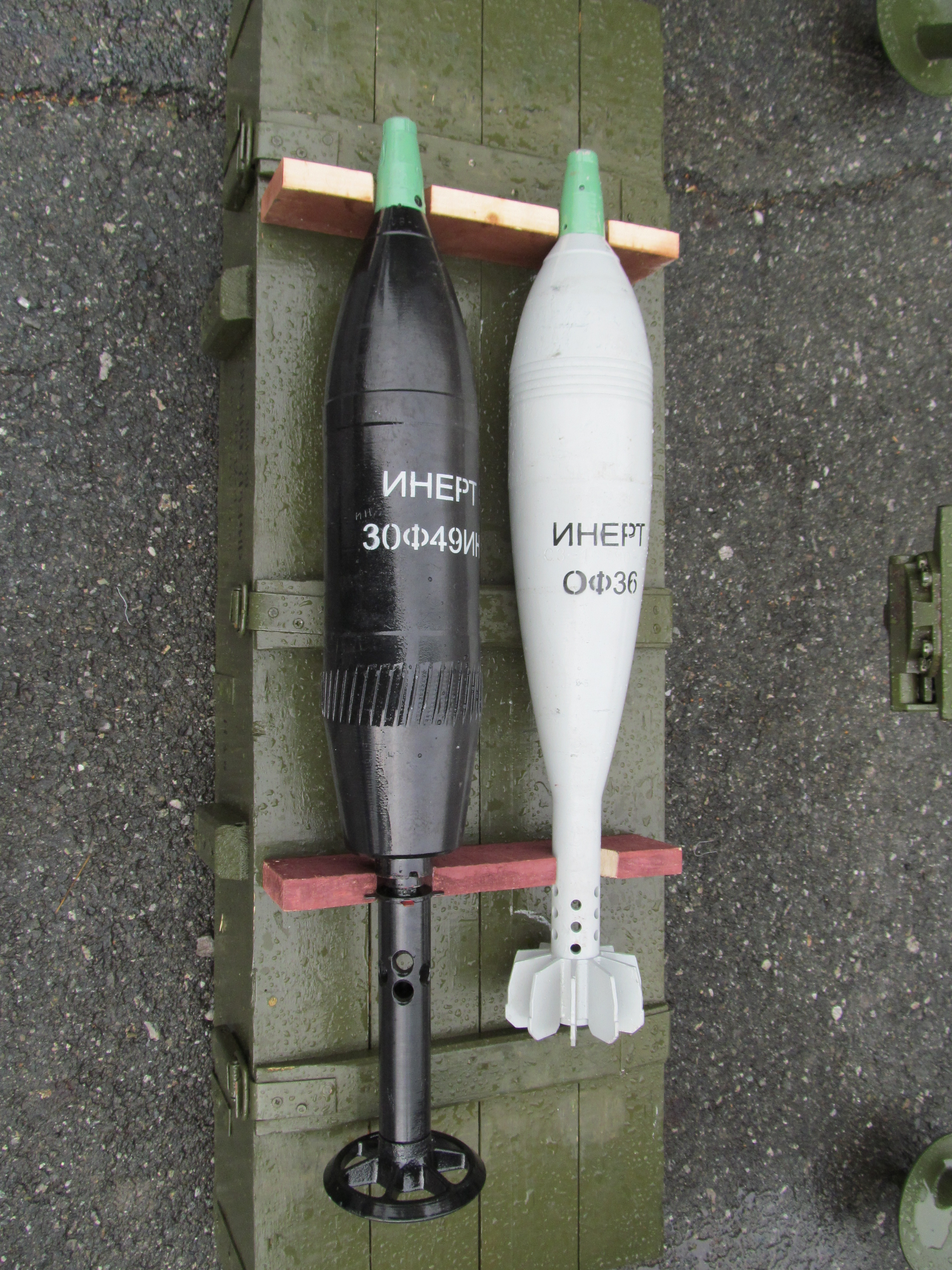
OFS3OF49 (à gauche) etOFM3OF36 (à droite)
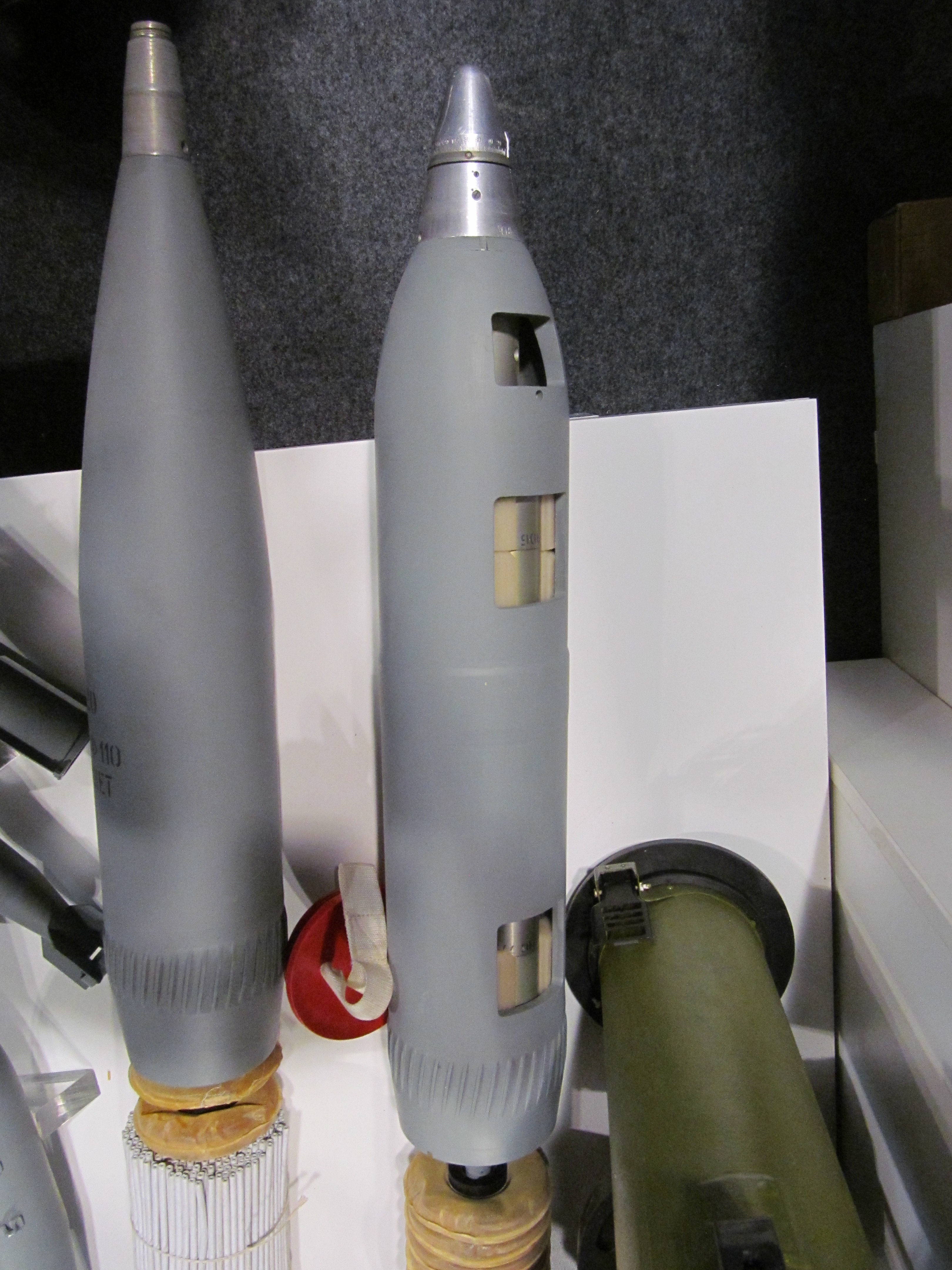
Prise de vue sur cassette 3VO32 (à droite)
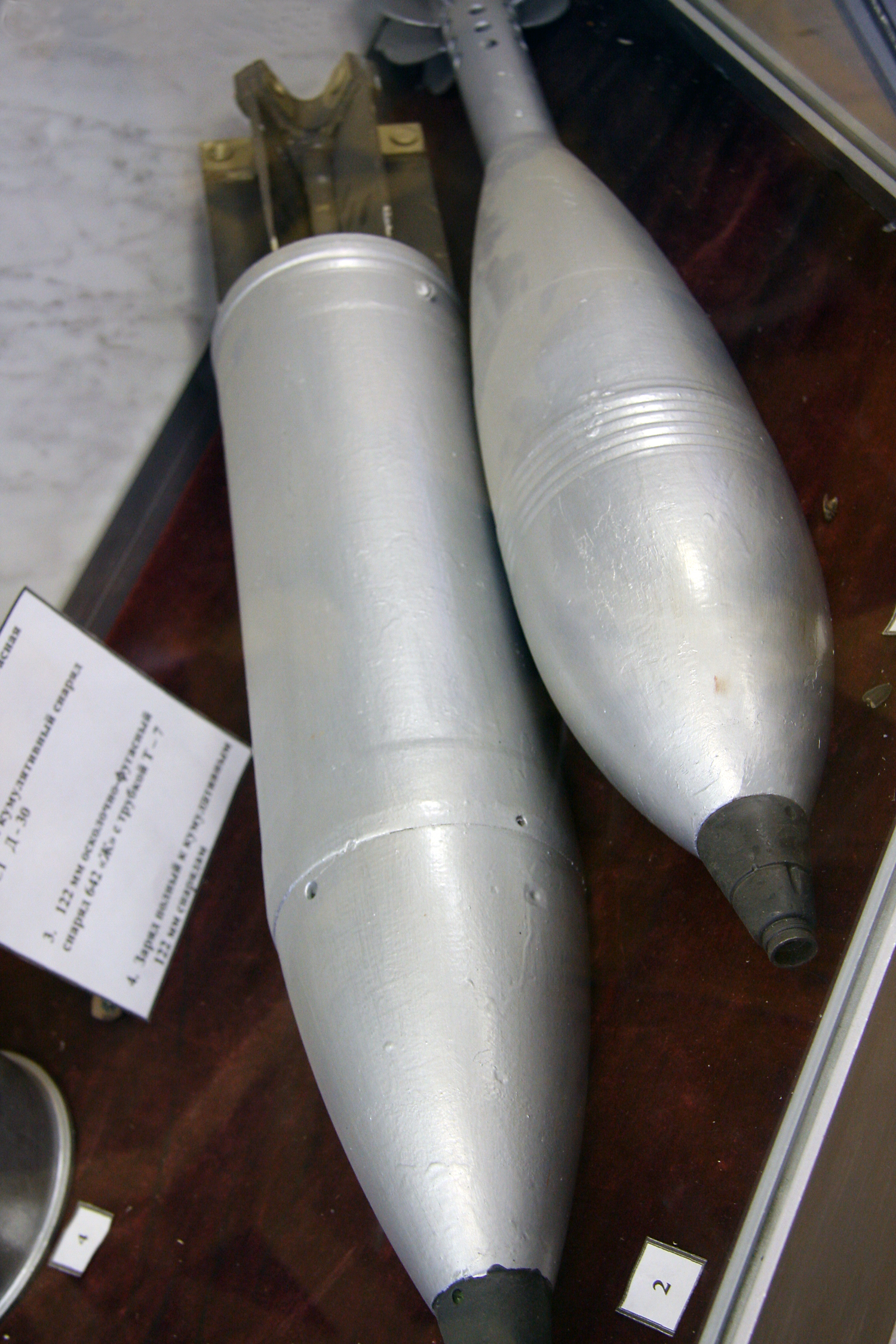
OFM53-OF-843B (à droite)

### Matériel de surveillance et de communication
Un viseur combiné TKN-3A est installé dans la coupole du commandant. Le poste de commandement en marche est équipé de trois appareils TNPO-115 pour surveiller le terrain. Le poste de tireur est équipé d'un viseur panoramique d'artillerie 1P8 pour tirer depuis des positions de tir indirect et d'un viseur de tir direct 1P30 pour des tirs directs. Le siège conducteur est équipé de cinq dispositifs d'observation prismatiques TNPO-115 avec chauffage. Pour conduire dans l'obscurité, le dispositif TNPO-115 installé devant le conducteur peut être remplacé par un dispositif de vision nocturne TVNE-4B, qui offre une portée de vision allant jusqu'à 120 m. Dans la tôle frontale supérieure de la carrosserie du châssis, devant le poste de conduite et de commandement, se trouvent des lunettes de vue avec chauffage électrique et couvercles de blindage de protection.
La communication radio externe est prise en charge par la station radio R-173. La station de radio fonctionne dans la gamme VHF et assure une communication stable avec des stations similaires à une distance allant jusqu'à 20 km, en fonction de la hauteur de l'antenne des deux stations de radio. Les communications entre les membres de l'équipage s'effectuent via l'équipement d'interphonie R-174.

### Équipement spécial

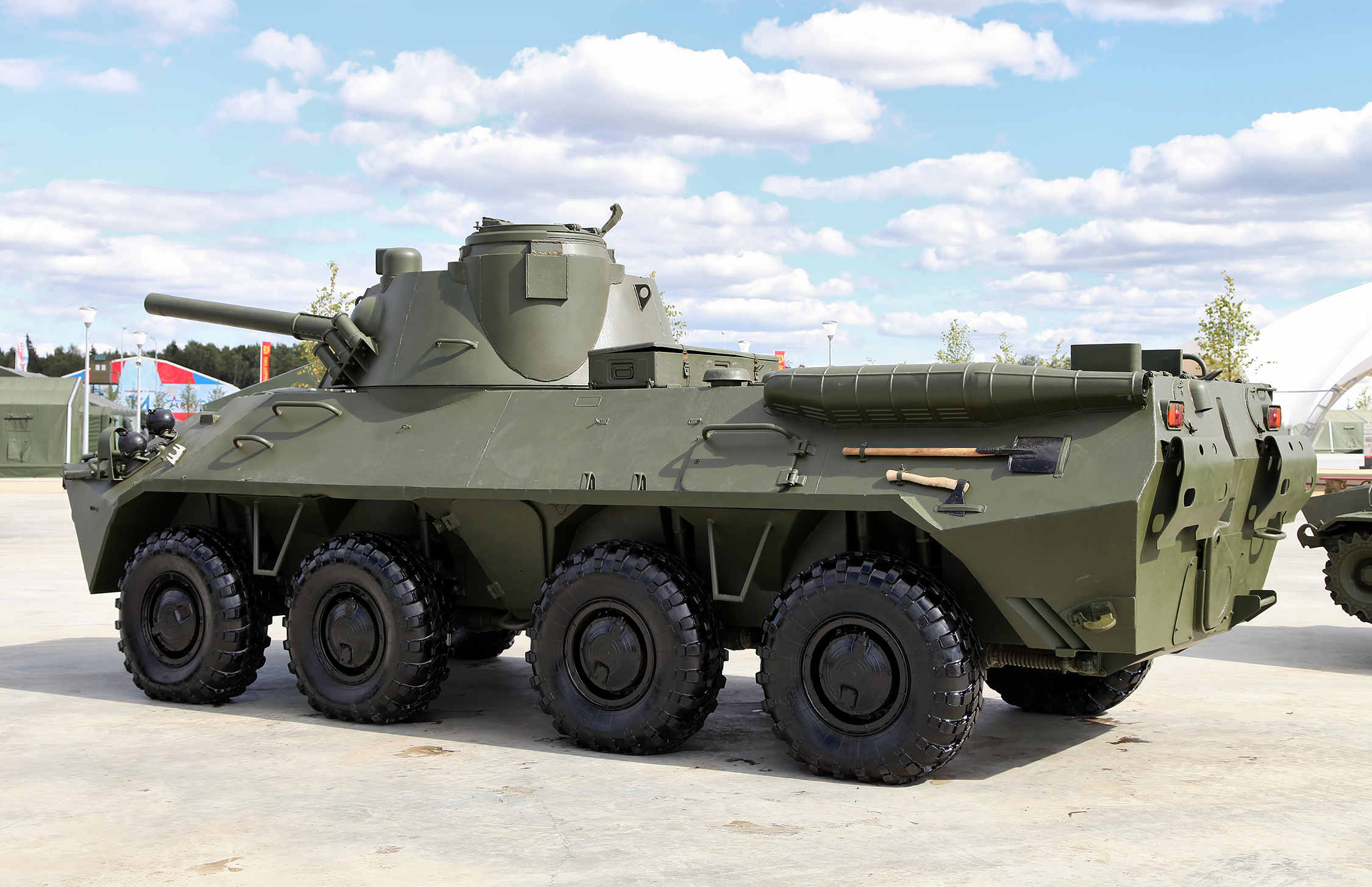
2S23 au Patriot Park.

Pour alimenter les tirs depuis le sol, le 2S23 Nona-SVK est équipé d'un plateau d'alimentation spécial, installé à droite dans l'ouverture de la trappe située sous la tourelle. Lorsqu'ils fonctionnent dans des zones contaminées, les canons automoteurs reçoivent de l'air purifié à travers un filtre et une unité de ventilation. Pour camoufler et mettre en place des écrans de fumée, 6 lance-grenades du système 902V sont placés sur le blindage frontal de la tourelle du canon automoteur pour tirer des grenades fumigènes 3D6 de 81 mm.

### Moteur et transmission
Le 2S23 est équipé d'un moteur diesel 8 cylindres à quatre temps en forme de V KamAZ-7403 refroidi par liquide d'une puissance de 260 ch. La transmission est mécanique avec des axes d'arbre fixes à cinq vitesses avant et une marche arrière. La vitesse maximale en cinquième vitesse avant est de 80 km/h.

### Châssis
Le châssis 2S23 est unifié au maximum avec le véhicule blindé de transport de troupes BTR-80 et se compose de quatre essieux. Chaque essieu est équipé de roues à jantes fendues et de pneumatiques KI-80N avec un système de pompage et de régulation de la pression de l'air dans les pneus. Le mouvement du canon automoteur peut continuer même si un ou deux pneus tombent en panne. Les deux premières paires de roues sont orientables et offrent un rayon de braquage minimum de 13,2 m. La suspension 2S23 est une barre de torsion individuelle. Sur les premier et quatrième essieux, deux amortisseurs hydrauliques télescopiques sont installés sur chaque roue, et sur les deuxième et troisième essieux, il y a un amortisseur hydraulique par roue.

## Opérateurs

### Actif
- Russie
  - Armée de terre - 24 unités en 2024.
  - Infanterie de marine - 12 unités en 2024
  - VDV - Nombre inconnu en 2024
- Venezuela

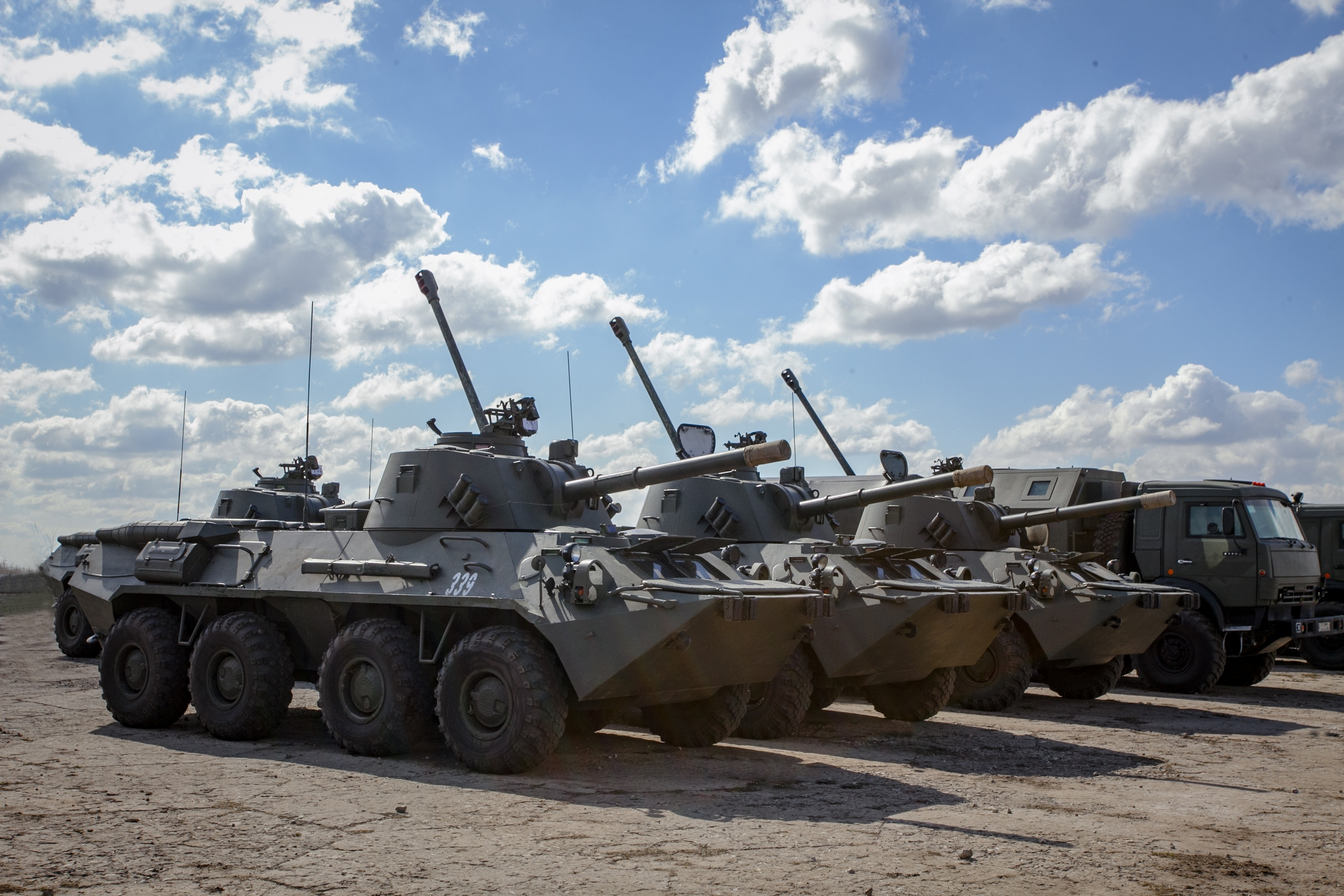
2S23 Nona-SVK du 752e régiment de fusiliers motorisés de la Garde en formation avant le défilé de la victoire à Voronej. 9 avril 2019.

  - Forces terrestres - 13 unités en 2024. 18 2S23 livrés depuis la Russie entre 2011 et 2012[11].
- Ukraine - 9 unités (dont 8 capturées), à compter de 2022[12],[13].

### Ancien
- Union soviétique

Malgré le fait que certaines sources indiquent la Chine comme l'un des opérateurs, ni les livraisons ni la production sous licence de 2S23 n'ont jamais été réalisées en Chine.

## Historique opérationnel

### Structure organisationnelle
Le canon d'artillerie automoteur 2S23 entre en service dans les unités d'artillerie des bataillons des brigades de fusiliers motorisés des forces terrestres russes et des brigades d'infanterie de marine pour remplacer les systèmes de mortier remorqué de 120 mm 2S12 Sani. Une brigade compte un bataillon de chars et trois bataillons de fusiliers motorisés. Chaque bataillon de fusiliers motorisés se voit attribuer une batterie 2S23, composée de six canons (ce qui donne un total de 18 canons par brigade).
Les obusiers-mortiers automoteurs 2S23 sont en service dans les formations suivantes :
1. unité militaire n° 55115. 55e brigade de fusiliers motorisés distincte (montagne) : 18 unités à partir de 2018[15]
2. unité militaire n° 34670. 752e régiment de fusiliers motorisés de la Garde : 18 unités en 2018[16]

### Utilisation au combat
Le Nona-SVK reçoit son baptême du feu lors de la première campagne de Tchétchénie, où il est en service dans le 165e régiment de Marines. Avec l'artillerie régimentaire et divisionnaire, ils sont principalement utilisés pour détruire les points de tir des séparatistes tchétchènes organisés dans les zones urbaines.
Il est utilisé par les forces armées russes lors de l'invasion russe de l'Ukraine (depuis 2022).

## Comparaison
|                                                                      | 2S12     | 2S23                    |
| -------------------------------------------------------------------- | -------- | ----------------------- |
| Année d'adoption                                                     | 1979     | 1991                    |
| Type de système                                                      | remorqué | auto-propulsé           |
| Calibre du canon, mm                                                 | 120      | 120                     |
| Modèle                                                               | 2B11     | 2A60                    |
| Type d'arme                                                          | mortier  | canon-obusier - mortier |
| Portée de tir maximale fragementation hautement explosive OFM, en km | 7.1      | 7.2                     |
| Portée de tir maximale fragementation hautement explosive OFS, en km | —        | 8.8                     |
| Portée de tir maximale obus assisté par fusée, en km                 | —        | 12,8                    |

Avec l'adoption du canon automoteur 2S23 Nona-SVK en 1991, les bataillons des troupes de fusiliers motorisés de l'URSS reçoivent à leur disposition une pièce d'artillerie automotrice universelle combinant les propriétés d'un canon, d'un obusier et d'un mortier. De plus, le 2S23 a une plus grande mobilité et fiabilité, ainsi qu'un coût 1,5 à 2 fois inférieur à celui de son homologue à chenilles, le Nona-S. Lors du remplacement des systèmes de mortier remorqué 2S12 Sani par des canons d'artillerie automoteurs 2S23 Nona-SVK, les capacités de tir de l'artillerie du bataillon augmentent de 1,7 fois. Cependant, malgré cette combinaison de caractéristiques, le 2S23 ne remplace pas complètement les mortiers obsolètes de calibre 120 mm dans les bataillons de fusiliers motorisés, en raison de l'effondrement de l'URSS, qui donne lieu à une situation financière difficile de la Russie et à la réduction des achats d'armes. En conséquence, seul un petit nombre de ces unités d'artillerie automotrices entrent en service dans les forces armées russes.
|                                      | Union soviétique - 2S23 | Royaume-Uni - AMS | France - 2R2M        | Chine - PLL-05 | Finlande - Patria NEMO | Suède / Finlande - SSG120 |
| ------------------------------------ | ----------------------- | ----------------- | -------------------- | -------------- | ---------------------- | ------------------------- |
| Mise en production                   | 1990                    | 1996              | 2002                 | 2008           | 2007                   | 2007                      |
| Coût approximatif, mille dollars     | 810                     | 3800              | 2375                 |                | 3840                   | 6904                      |
| Disposition du canon                 | Tourelle                | Tourelle          | Compartiment arrière | Tourelle       | Tourelle               | Tourelle                  |
| Masse, t                             | 14,5                    | environ 15        |                      | 16,5           | 24                     | 24                        |
| Equipage                             | 4                       | 4                 |                      | 4              | 4                      | 4                         |
| Type de canon                        | Rayé                    | Ame lisse         | Rayé                 | Rayé           | Ame lisse              | Jumelé Ame lisse          |
| Hausse                               | −4…+80                  | −5…+80            | +42…+85              | −4…+80         | −3…+85                 | −3…+85                    |
| Munitions portables                  | 30                      | 40                | 33                   | 36             | 60                     | 48                        |
| Portée de tir maximale OFM (OFS), km | 7,2 (8,8)               | 8,5               | 8,1                  | 7,1 (8,8)      | 10                     | 10                        |
| Portée de tir maximale AR OFS, km    | 12,8                    | 12                | 13                   | 12,8           | —                      | —                         |
| Cadence de tir de combat, coups/min  | 8—10                    | 4—8               | 6—10                 | 4—10           | 7                      | 12—16                     |
| Calibre de fusil mitrailleur, mm     | 7,62                    | 7,62              | —                    | 12,7           |                        |                           |
| Vitesse maximale sur route, km/h     | 80                      | 100               | 100                  | 85             | 100                    | 100                       |
| Vitesse maximale à flot, km/h        | 10                      | 10                | 10                   | 8              | до 10                  | до 10                     |
| Autonomie sur autoroute, km          | 600                     | 650               | 780                  | 600            | 600—850                | 600—850                   |

Outre l'URSS, le sujet des systèmes d'artillerie automoteurs de calibre 120 mm pour l'artillerie de bataillon sur châssis blindé à roues est également étudié dans d'autres pays. Au début des années 1990, les pays membres de l'OTAN montrent un intérêt particulier pour les mortiers automoteurs de 120 mm. L'augmentation de la demande pour de tels systèmes est associée aux besoins accrus de forces de réaction rapide. En 1987, la société d'armement anglaise BAE Systems présente un prototype du système de mortier automoteur AMS, basé sur le transport de troupes blindé M113A2. En 1991, une variante basée sur le véhicule blindé de transport de troupes à roues LAV-25 est créée. Le système AMS entre en production de masse en 1996 après la signature d'un contrat entre BAE Systems et l'Arabie saoudite pour la fourniture de 73 modules de combat du système AMS à installer sur le châssis des véhicules blindés de transport de troupes LAV-25 ; le montant du contrat est de 57 millions $,.
En 1992, la société française Thomson Brandt Armements démarre les travaux sur le lanceur de mortier R2M2. En 1994, le premier prototype est présenté. L'installation est une plate-forme tournante sur laquelle est installé un mortier rayé à chargement par la bouche RT-61. Le système est installé sur le châssis du véhicule blindé de transport de troupes Mowag Piranha. En outre, une option est développée pour les Forces armées turques pour une installation sur la base du véhicule blindé de transport de troupes FNSS Pars. Le tir est assuré dans une plage de 200° horizontalement.
En 1996, un accord est signé entre la société suédoise Hägglunds Vehicle et le finlandais Patria Vammas pour développer un nouveau module de combat doté de deux mortiers à canon lisse appelé AMOS. Le module de combat est installé à la fois sur le châssis à chenilles du véhicule de combat d'infanterie CV90 et sur le véhicule blindé de transport de troupes à roues Patria AMV. De nouvelles mines d'artillerie 120VAM15.00 sont développées spécialement pour le nouveau mortier, contenant 3 kg de TNT et offrant une portée de tir maximale de 10,8 km à une vitesse initiale de 480 m/s. En plus de la version principale, une version à canon unique est également développée, appelée Patria NEMO,,.
En 2001, la société militaro-industrielle chinoise Norinco présente un canon d'artillerie automoteur de calibre 120 mm PLL-05 basé sur le véhicule blindé de transport de troupes WZ551. Le canon est très similaire au canon automoteur 2S23. Vraisemblablement, la partie artillerie du canon a été copiée du canon automoteur 2S9 Nona-S, que les spécialistes chinois pouvaient obtenir via le Pakistan. Comme le 2S23, le PLL-05 peut tirer tous les types de mines d'artillerie à canon lisse et rayées. Les principales munitions sont des obus rayés à fragmentation hautement explosifs et des obus cumulatifs.
En 2012, le ministre de la Défense de la fédération de Russie Anatoli Serdioukov déclare que le ministère a refusé d'acheter du matériel qui ne répondait pas aux exigences de l'armée russe. Parmi la liste des armes figure le Nona-SVK. Par rapport à ses homologues étrangers, le 2S23 présente à la fois un certain nombre d'inconvénients (angles de guidage horizontaux limités, peu de munitions transportables, manque d'équipement d'automatisation pour le guidage des armes à feu) et un avantage significatif, à savoir son prix relativement bas. Pour remplacer le support d'artillerie automoteur 2S23, un projet de nouveau canon d'artillerie automoteur de calibre 120 mm est en cours d'élaboration le 2S31 Vena. Le projet consiste à placer le compartiment de combat du 2S9 sur le châssis du véhicule de combat d'infanterie BMP-3. Cependant, ce projet n'est pas développé davantage, .
Cependant, en 2018, un nouveau lot de Nona-SVK est livré à une brigade de fusiliers motorisés du district militaire central.